# Aldo Marazza
Aldo Marazza, italijanski dirkač, * 1912, Milano, Italija, † 11. september, 1938, Milano, Italija.
Aldo Marazza se je rodil leta 1912 v Milanu. Na dirkah za Veliko nagrado je debitiral v sezoni 1936, ko je nastopil na dirki Mille Miglia in z dirkalnikom Fiat 508CS zasedel štiriintrideseto mesto. Po dveh zaporednih odstopih je prvi večji uspeh dosegel na dirki za Veliko nagrado Superbe v razredu Voiturette v naslednji sezoni 1937, ko je z dirkalnikom Maserati 4CS zmagal, na naslednji dirki za Veliko nagrado Milana pa je tudi v razredu Voiturette zasedel še drugo mesto. Dobri rezultati so mu prinesli mesto v tovarniškem moštvu Officine Alfieri Maserati za sezono 1938. Že na drugi dirki z novim moštvom Coppa Principessa di Piemonte je z dirkalnikom Maserati 4CM zmagal, pri tem pa je premagal tudi moštvenega kolego in renomiranega dirkača Luigija Villoresija. Na dirki Coppa Ciano je v razredu Voiturette osvojil tretje mesto, nato pa se je na dirki za Veliko nagrado Milana v nesreči tako hudo poškodoval, da je umrl dan kasneje v bolnišnici. 